# Comitato Olimpico del Brasile
Il Comitato Olimpico del Brasile (noto anche come Comitê Olímpico do Brasil in portoghese) è un'organizzazione sportiva brasiliana, nata l'8 giugno 1914 a Rio de Janeiro, Brasile.
Rappresenta questa nazione presso il Comitato Olimpico Internazionale (CIO) dal 1935 ed ha lo scopo di curare l'organizzazione ed il potenziamento dello sport in Brasile e, in particolare, la preparazione degli atleti brasiliani, per consentire loro la partecipazione ai Giochi olimpici. L'associazione è, inoltre, membro dell'Organizzazione Sportiva Panamericana.
L'attuale presidente dell'organizzazione è Carlos Arthur Nuzman, mentre la carica di segretario generale è occupata da André Gustavo Richer.